# ديفيد غرين

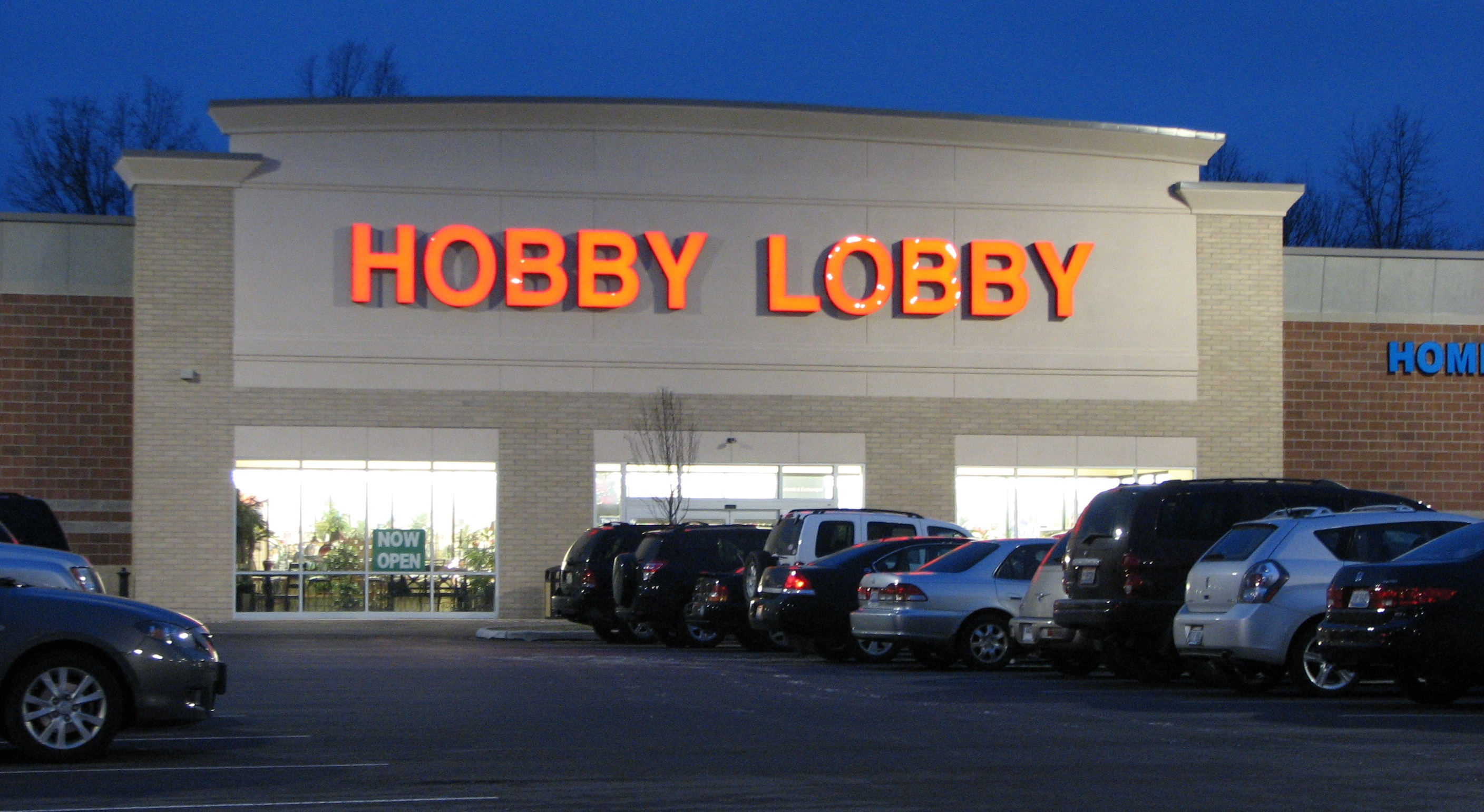
سلسلة محلات هوبي لوبي في ستو، أوهايو.

ديفيد جرين (بالإنجليزية: David Green)‏ (ولد في 13 نوفمبر عام 1941) رجل أعمال، فاعل خير أمريكي ومؤسس سلسلة محلات الفنون والحرف اليدوية هوبي لوبي.

## السيرة الذاتية

### النشأة
ينحدر جرين من عائلة من الدعاة والمبشرين المسيحين، وأعلن في إحدى حواراته أنه أنشئ عمله معتمدا على مبادئ الكتاب المقدس قائلا:
«نحن المسيحين، ونحن ندير أعمالنا لما يوافق المبادئ المسيحية».

### الحياة العملية
في عام 1970، إقترض جرين مبلغ 600 دولار ليبدء في صناعة وبيع أعمال منزلية أسماها «منتجات غريكو» في مرآب منزله، إطارات الصور الصغيرة، تزيين المنتجات المختلفة. وبحلول أغسطس عام 1972، إزدهرت أعماله التجارية بشكل كبير حتى أصبح قادرا على فتح متجره الأول للبيع بالتجزئة. بلغت مساحة المتجر ما يقرب من 300 متر مربع.

### الأعمال الخيرية
خصص جرين نصف أرباح سلسلة محلات هوبي لوبي قبل الضرائب للأعمال الخيرية التي تقوم بها الكنائس. وبحلول عام 2012، وصل مقدار ما تبرع به إلى أكثر من 500 مليون. يعتبر ديفيد جرين من أبرز من عارضوا قانون الرعاية الصحية الأمريكي لأن الصحة في رأيه سلعة وتخضع لقانون العرض والطلب.

### الحياة الشخصية
يعيش جرين في جنوب غرب مدينة أوكلاهوما سيتي مع زوجته باربرا. لدى الثنائي ثلاثة أطفال، ولدان وابنة. الأكبر مارت جرين، مؤسس والرئيس التنفيذي لشركة كريستيان مارديل لتوريد الأدوات التعليمية والترفيهية. بينما ابنه الثاني ستيف جرين، فهو رئيس سلسلة محلات هوبي لوبي. أما ابنته دارسي ليت، فهي المديرة المسئولة عن تطوير منتجات سلسلة المحلات.

## وصلات خارجية
- مقابلة مع ديفيد جرين.
- مجلة عيد الميلاد: الملياردير المتواضع
- الموقع الرسمي لسلسلة محلات هوبي لوبي
- سلسلة محلات هوبي لوبي
- مارت جرين